# Kambuzia Partovi
Kambuzia Partovi (in persiano: کامبوزیا پرتوی; Rasht, 11 novembre 1955 – Teheran, 24 novembre 2020) è stato un regista e sceneggiatore iraniano.

## Biografia
Di formazione teatrale, nel 1988 esordì come regista cinematografico con Golnar. Nel 2005 diresse Café Transit, pellicola proposta dall'Iran per l'Oscar al miglior film straniero, che non ottenne però la nomination.
Collaborò con Jafar Panahi come sceneggiatore del film Il cerchio e diresse insieme a lui un altro lungometraggio, Pardé.
Partovi è morto nel novembre del 2020, per complicazioni da COVID-19.

## Filmografia
- Eynak (1987)
- Mahi (1989)
- Golnar (1989)
- Gorbe-ye avaze-khan (1991)
- Bazi-e bozorgan (1992)
- Afsaneh do khahar (1994)
- Naneh Lala va bacheharesh (1997)
- Café Transit (2005)
- Pardé (2013)
- Kamion (2018)